# Schallemich
Schallemich ist ein Ortsteil in Oberodenthal in der Gemeinde Odenthal im Rheinisch-Bergischen Kreis. Er liegt an der Schallemicher Straße auf halber Strecke zwischen Amtmannscherf und Eikamp.

## Geschichte
Etwa 450 m südöstlich von der heutigen Besiedlung hat man eine dreieckige Pfeilspitze und das Bruchstück einer Spitze aus vorgeschichtlicher Zeit gefunden. 
In Schallemich wohnten die Diener des benachbarten Ritterguts am Scherfbach. Das erklärt auch den Eigennamen Schallemich von „skalk“ mit der Bedeutung der Diener. In einer Zehntliste von 1602 ist das Gut Underschallenberg als Teil der Honschaft Scherf verzeichnet.
Die Topographia Ducatus Montani des Erich Philipp Ploennies, Blatt Amt Miselohe, belegt, dass der Wohnplatz 1715 als Vielhof kategorisiert wurde und mit Schallenberg bezeichnet wurde. Carl Friedrich von Wiebeking benennt die Hofschaft auf seiner Charte des Herzogthums Berg 1789 als Schallenberg. Aus ihr geht hervor, dass Schallemich zu dieser Zeit Teil von Oberodenthal in der Herrschaft Odenthal war.
Unter der französischen Verwaltung zwischen 1806 und 1813 wurde die Herrschaft aufgelöst. Schallemich wurde politisch der Mairie Odenthal im Kanton Bensberg zugeordnet. 1816 wandelten die Preußen die Mairie zur Bürgermeisterei Odenthal im Kreis Mülheim am Rhein. 
Der Ort ist auf der Topographischen Aufnahme der Rheinlande von 1824 als Unter Schallmich und auf der Preußischen Uraufnahme von 1840 als Schallemich verzeichnet. Ab der Preußischen Neuaufnahme von 1892 ist er auf Messtischblättern regelmäßig als Unter Schallemich, Schallemich oder ohne Namen verzeichnet. 
| Jahr | Einwohner | Wohn- gebäude | Kategorie  | Bemerkung                                |
| ---- | --------- | ------------- | ---------- | ---------------------------------------- |
| 1830 | 49        |               | Ackergut   | wahrscheinlich inklusive Oberschallemich |
| 1845 | 59        | 11            | Ackergüter | wahrscheinlich inklusive Oberschallemich |
| 1871 | 45        | 13            | Hofstelle  |                                          |
| 1885 | 57        | 12            | Wohnplatz  | gen. Unter Schallemich                   |
| 1895 | 52        | 12            | Wohnplatz  | gen. Unter Schallemich                   |
| 1905 | 59        | 11            | Wohnplatz  | wahrscheinlich inklusive Oberschallemich |

Aufgrund eines Gesetzes von 1811 für das Département Rhein wurden weitere Volksschulen über die bis dahin vorhandenen Schulen in Odenthal und Scheuren eingerichtet. Dadurch kam eine neue Schule auch nach Schallemich.
Seit 1910 gehört die Ortschaft kirchlich zum Rektorat Herrenstrunden, das 1918 eigenständige Pfarre wurde.